# 트리닐

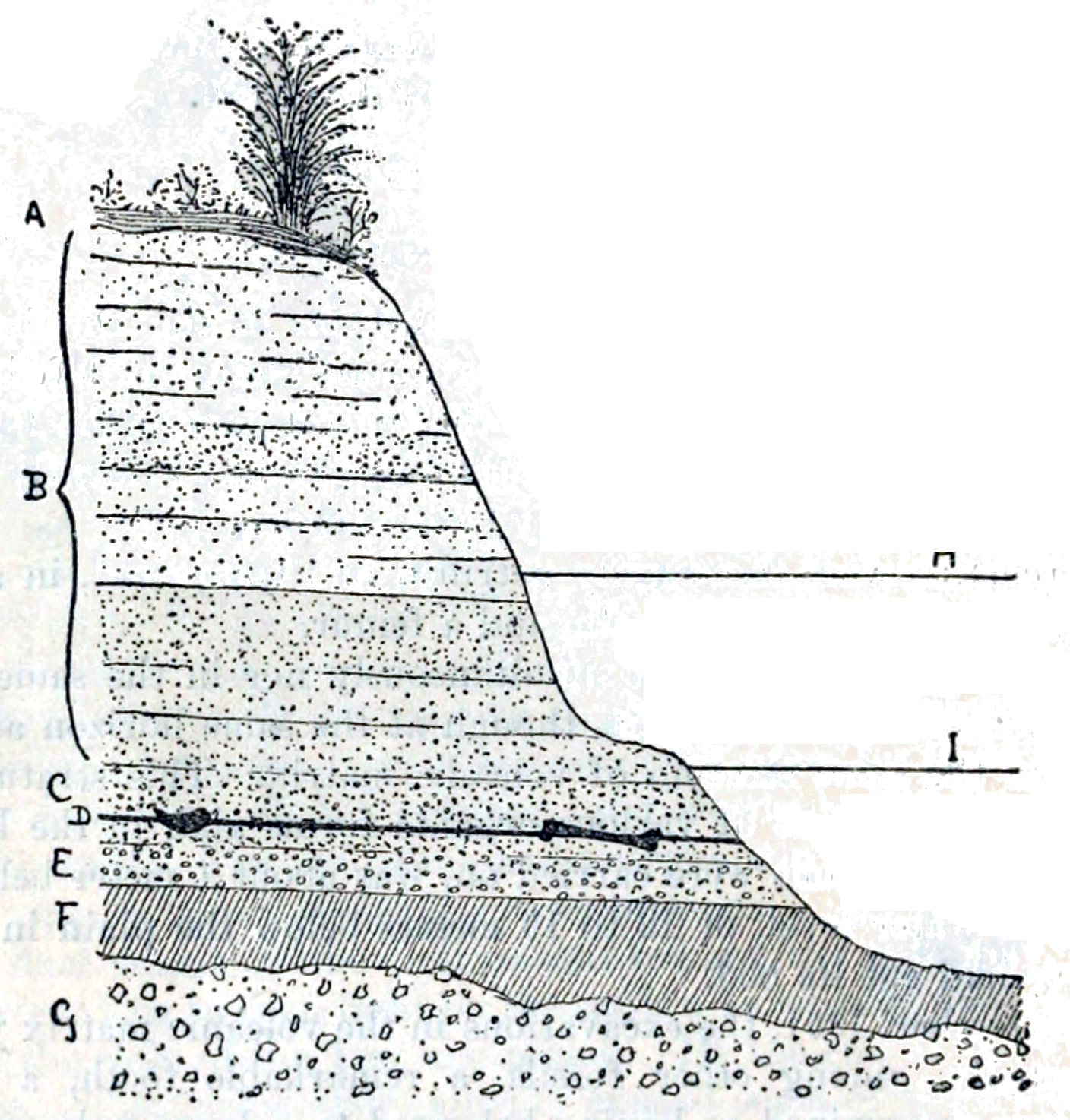

트리닐(Trinil)은 자바 중부의 솔로강 유역에 있는 유적으로, 나우만코끼리를 표지로 하는 화산역층(火山礫層)에서 직립원인의 화석골이 발견되었다. 트리닐층은 홍적세 전기의 히말라야 제2 빙하기에 속하는데 자바 남부의 파지탄 부근의 이 층에서 역석기(礫石器)가 출토되어 직립원인이 석기를 가지고 있었다는 것이 추측된다.